# ズキンハゲワシ
ズキンハゲワシ （頭巾禿鷲、英名：Hooded Vulture、学名：Necrosyrtes monachus）は、タカ目タカ科に分類される鳥類。

## 形態
全長67～70cmと他種のハゲワシと比べて比較的小型。羽毛は茶色で胸の上部に白く襟巻きのような羽毛が生えている。翼は幅が広くて長いため気流に乗れば軽々と滑空ができる。
頭部は白く短い綿羽に覆われており、ピンク色の顔には羽毛が生えていない。若鳥の頭の綿羽は茶色く、頭巾を被ったような姿をしており、和名の由来はここからきている。くちばしは黒く、他種に比べて小さくて細い。

## 生態
食性は腐肉食だが、食べ物を選ばず昆虫なども食べる。他種のハゲワシと腐肉の奪い合いはせず、他の捕食動物の残りものにありつく。小型でくちばしも小さいため、食べ残しの腐肉を骨から剥ぎ取ることができる。
繁殖期は生息域によってバラつきがあるが、およそ雨期が終わる10月以降から始まる。樹木の上に巣を作り、メスは卵を1個だけ産み、7～8週間にわたって抱卵する。雛は孵化してから80～130日ほどで巣立つ。

## 分布
生息範囲は広く、アフリカのサハラ砂漠以南の一帯に及ぶ。アフリカ中部のコンゴ盆地の熱帯雨林や南部のカラハリ砂漠を除いたほとんどの環境で生息している。

## 人間との関係
薬殺された動物の死骸を食べることによる中毒死や薬の材料として知られるために狩猟されたり、密猟者による殺害(ハゲワシが群れると大型動物の死体の存在が治安当局にしられるため)によって数が激減し2011年に絶滅危惧種、2015年に近絶滅種に指定された。